# 沃尔格雷
沃尔格雷（法語：Volgré，法語發音：[vɔlɡʁe]）是法国勃艮第-弗朗什-孔泰大区约讷省的一个旧市镇，属于欧塞尔区。2017年1月1日，沃尔格雷和相邻的另外3个市镇合并为新市镇蒙托隆。

## 地理
沃尔格雷（47°55'4"N, 3°19'38"E）面积9.55 平方千米，位于法国勃艮第-弗朗什-孔泰大區约讷省，该省份为法国中北部内陆省份，西接卢瓦雷省，西北接塞纳-马恩省，南至涅夫勒省，东临科多尔省，东北与奥布省接壤。
与沃尔格雷接壤的市镇（或旧市镇、城区）包括：贝翁、尚瓦隆、圣罗曼勒普勒、瑟南、托隆河畔维利耶。
沃尔格雷的时区为UTC+01:00、UTC+02:00（夏令时）。

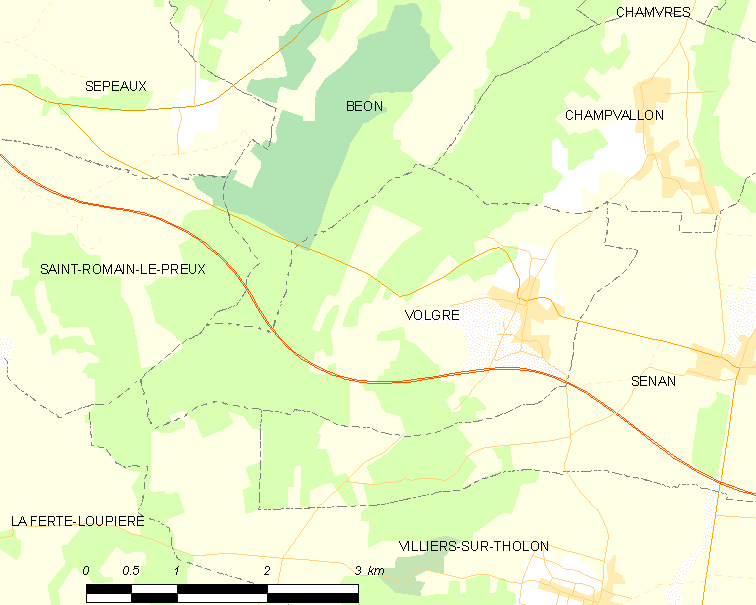
沃尔格雷的OSM定位图

## 行政
沃尔格雷的邮政编码为89710，INSEE市镇编码为89484。

## 政治
沃尔格雷所属的省级选区为沙尔尼-奥雷德皮赛县。

## 人口

1962-2008年间沃尔格雷人口变化图示

沃尔格雷于2018年1月1日时的人口数量为350人。